# Монастир Сестер Воскресіння в Стришаві-Сівцувце
Монастир Сестер Воскресіння в Стришаві-Сівцувце - монастир Згромадження Сестер Воскресіння в Стришаві .

## Історія
Монастир разом із дерев’яною каплицею збудовано у 1928 – 1929 роках Згромадженням Сестер Воскресіння на землі, подарованій Кунегундою Сівець на хуторі Сівцувка в селі Стришава.
У 1920-х роках ХХ ст.  поряд з монастирем сестер Воскресенок було збудовано приміщення Школи сільського та гірського господарства з каплицею. Каплицю та дзвін освятили 4 жовтня 1929 року  . Школа та інтернат почали працювати в 1932 році і діяли до початку Другої світової війни  .Сестри вели сільськогосподарські курси для дівчат і дитячий садок. Під час Другої світової війни будівля використовувалася як німецький прикордонний пост  .

Після війни комуністична влада заборонила сестрам навчатися. У 1960-1967 роках сюди бував кардинал Стефан Вишинський . Його відвідини показані в меморіальній кімнаті в монастирі  . Сюди також приїздив тодішній архієпископ Кракова Кароль Войтила . Про їхні зустрічі та спільні експедиції до Яловця вшановує пам’ятник на зеленій стежці від Сівцувкі до Яловця та пам’ятний хрест і обеліск на вершині 
У монастирській каплиці, присвяченій св. Терезі  , знаходяться тлінні останки Кунегунди Сівець  .

## Виноски
1. ↑  Prace nad podniesieniem kulturalnem polskiej wsi, Ilustrowany Kurier Codzienny (273), 6 жовтня 1929: 5
2. ↑  , s. Eleonora Henschke, "Formy działalności dydaktyczno-wychowawczej sióstr Zgromadzenia Zmartwychwstania Pańskiego w latach 1919-1939"
3. ↑  Stryszawa - Kościół i klasztor sióstr Zmartwychwstanek - zdjęcia, mapa
4. ↑  Siwcówka (пол.)
5. ↑  Klasztor Zmartwychwstanek Stryszawa (pl-PL)
6. ↑  , Paweł Szczotka, "Ciekawa wystawa w kościele w Stryszawie Górnej – WIDEO | ZDJĘCIA"
7. ↑  Siwcówka - letnisko kardynała Wyszyńskiego (пол.)